# Леонтьєв Олександр Іванович
Олександр Іванович Леонтьєв (6 листопада 1963) — співак, педагог, відмінник освіти України (2003), володар Гран-прі на X Міжнародному пісенному конкурсі «Обереги України», лауреат міжнародного конкурсу «Мелодія двох сердець».

## Біографія
Народився 6 листопада 1963 в селі Левківці, Тульчинського району, Вінницька область. Батьки — Іван Михайлович та Ганна Хомівна, довгий час працювали в лісовій промисловості, потім в місцевому колгоспі. Брат Олександра, Михайло, народився в 1952 році; сестра Галина в 1956 році. Батько-фронтовик, вмів грати на балалайці, мати гарно співала.
З п'ятирічного віку Олександр починає виступати на сцені сільського клубу. У 13 років опановує гру на баяні, гітарі, ударних інструментах. Виступає разом з іншими хлопцями у складі ВІА рідного Будинку культури, пізніше стає його солістом та керівником.
У 19 років вступає на підготовче відділення музично-педагогічного факультету Київського педінституту. У 1987 році закінчив Вінницький педагогічний інститут ім. М. Коцюбинського.
У 1987 отримує диплом вчителя музики, направляється на роботу в Барське педагогічне училище. Там працює викладачем гри на баяні, а також веде групові заняття як учитель музики. Створює для нового музичного відділення училища програму з вокалу.
У 1989 одружується, а в 1990 переводиться в Тульчин, де починає працювати в загальноосвітній школі № 2 вчителем музики і разом з дружиною Світланою виховувати сина Івана, який народився в цьому ж році.
З 2003 - працює старшим викладачем у Вінницькому фаховому коледжі мистецтв ім. М.Д. Леонтовича.

## Нагороди
- нагороджений Почесною грамотою Міністерства освіти і науки України

- 2003 - нагороджений нагрудним знаком МОН України «Відмінник освіти України».

## Музична творчість
Відродження традицій творчої інтелігенції в Тульчині припадає на початок 90-х. З'являється творче об'єднанням «Оберіг», де Олександр виступає з піснями місцевих композиторів Олександра Петрова, Ольги Янушкевич на слова Ніни Шаварської, Наталії Погребняк, Марії Ясакової та інших поетів цього об'єднання. Завдяки цим композиторам і поетам Олександр стає лауреатом і переможцем різних пісенних фестивалів і конкурсів, а також готує юне покоління молодих виконавців, навчаючи їх мистецтву співу. Серед них виростає ціла плеяда лауреатів та переможців обласних, республіканських та міжнародних конкурсів. Це Катя Чорна, Віталій Удима, Даша Погребняк, Маша Тимощук, Віта Нечитайло, Женя Студилко, Влада Янковіцька та багато інших.
У 2000 році Олександр разом з дружиною Світланою, сином Іваном, мамою Світлани — Євгенією Опанасівною стають переможцями обласного фестивалю сімейної творчості, а в 2001 році, Олександр і Світлана стають лауреатами І ступеня Міжнародного пісенного фестивалю-конкурсу «Мелодія двох сердець», який проходив у Києві.
У 2003 році Олександр Леонтьєв нагороджується Почесною грамотою міністерства освіти України і отримує звання «Відмінник освіти України».
В цьому ж році Олександр переїздить до Вінниці і починає працювати викладачем вокалу у Вінницькому училищі культури і мистецтв ім. М. Д. Леонтовича, призначається завідувачем новоствореного при училищі вокального відділення[недоступне посилання з липня 2019]. Створює ряд робочих навчальних програм, зокрема програму з естрадному співу, програму з вокального ансамблю, програму з педагогічної практики для дитячої школи-студії училища, з виконавчої практики вокалістів, а також програму з історії виконавства. Пише цілий ряд методичних розробок з естрадного вокалу.
Роботу в училищі поєднує з навчанням дітей співу, спочатку в обласному продюсерському центрі «Союз», а потім у дитячій школі-студії при училищі. Готує низку переможців різних дитячих пісенних конкурсів, фестивалів, у тому числі і міжнародних. Серед них Саша Матковська, Антон Скрипник, Надя Супріган, Маша Педорченко, Вікторія Рисинець та інші.
У 2005 році, з піснями Ольги Янушкевич, Олександр Леонтьєв стає володарем Гран-прі на X Міжнародному пісенному конкурсі «Обереги України», в рамках фестивалю «Кролевецькі рушники», який проходив у місті Кролевець Сумської області.
Здобутки є і у студентів Олександра, так у 2010 році Луць Мальва займає третє місце на Х — ювілейному Міжнародному фестивалі українського естрадного мистецтва «Захід-ХХІ століття».
Деякий час Олександр працює солістом Вінницької обласної філармонії. Часто виступає у різних міських, обласних та республіканських заходах, концертах.
У 2010 році виходить перший сольний аудіо альбом «Пісні заспівані серцем». Велику частину цього альбому склали пісні Анатолія Гайдука, талановитого вінницького композитора.
Альбом «Пісні війни» виходить в 2011 році, а в 2013 році починається робота над класичним альбомом «Романси, пісні, арії».
У репертуарі [Архівовано 6 березня 2016 у Wayback Machine.] Олександра Леонтьєва класичні романси, арії з опер, старовинні російські романси, українські та російські народні пісні, італійські, неаполітанські пісні. Серед естрадних пісень у першу чергу авторські твори місцевих композиторів, а також найпопулярніші естрадні пісні як українських, російських так і зарубіжних авторів.